# Distretto di Tanga
Il distretto di Tanga è un distretto della Tanzania situato nella omonima regione. Conta una popolazione di 273 332 abitanti (censimento 2012).